# Octopus pumilus
Octopus pumilus är en bläckfiskart som beskrevs av Norman och Sweeney 1997. Octopus pumilus ingår i släktet Octopus och familjen Octopodidae. Inga underarter finns listade i Catalogue of Life.